# 植物大战僵尸3
《植物大战僵尸3：僵之都市欢迎你》是一款由宝开游戏公司开发的塔防游戏，是《植物大战僵尸2》的续作，也是植物大战僵尸系列的正统第三部。目前国际版已从Google Play商店和App Store下架，中国版（原文如此）已于2025年7月20日在中国大陆结束第4次试发行。

## 开发历史
《植物大战僵尸3》于2019年7月在Android系统上首次发布了Alpha预测试版本，随后在2020年2月在菲律宾、罗马尼亚和爱尔兰等地发布了试运行版。
2021年9月，该作在澳大利亚和菲律宾的Google Play商店重新发布了试运行版。2022年4月，该作在澳大利亚、菲律宾和荷兰等地第二次重新发布了试运行版，随后在2022年10月第三次重新发布试运行版。
2024年1月17日，EA宣布《植物大战僵尸3》将在英国、荷兰、澳大利亚、菲律宾和爱尔兰等部分国家的Android和iOS设备上试发行，并即将在未来向全球推出。
2024年，迷你玩子公司「海南萌星」宣将在中国代理《植物大战僵尸3》。而后分别于同年11月8日、次年1月8日与4月18日在香港、台湾的Android设备上进行3次试运行；第4次试运行于6月30日在中国大陆的Android设备上进行，本次测试需要通过活动获取测试激活码才可参与。

## 故事剧情
国际版与中国版剧情内容有所差异。

### 国际版：
疯狂戴夫送自己的侄女Patrice前往夏令营，目送侄女离开后，戴夫被一股味道吸引，发现一个玉米卷并吃了下去。然而，这个玉米卷是僵尸的诱饵，戴夫吃下后立即昏睡不起。三个月后，Patrice返回和睦小镇，却发现此处已被僵尸占领……

### 中国版：
戴夫十分怀念华夫饼玉米卷的味道，但是从未成功复刻过。侄女Patrice表示要去问僵王博士要华夫饼玉米卷配方，于是在Patrice的建议下，戴夫踏上了寻找华夫饼玉米卷配方的探险……

## 反響
2019年Alpha测试版本的《植物大战僵尸3》因玩法的大规模改变而引起了一些玩家的不满，有人认为EA对此进行大刀阔斧的改革不但没有给这个IP注入新的活力，反而使其有些泯然众人。亦有人认为该版本的3D建模显得有点“用力过猛”，许多角色的3D建模都比较丑陋。
2024年版本试发行版本的《植物大战僵尸3》因可玩性过低，难度过高，设计敷衍等问题而遭到了来自游戏爱好者群体的大规模批评，哔哩哔哩上甚至曾掀起过一阵批评该游戏和对该游戏二次创作的浪潮，并被冠以“屎”的骂名，许多玩家发现之前遭到争议的2019年Alpha测试版本其实也算个很不错的游戏，只是不该以《植物大战僵尸》续作的名义发售，并开始纷纷怀念起了早期版本。